# Клавдия Акта
Клавдия Акта (? - после 68 г. н. э.) — римская вольноотпущенница, любовница императора Нерона.

## Биография
Клавдия Акта была родом из Малой Азии и стала рабыней императора Клавдия либо в ходе присоединения к империи Ликии и Памфилии, либо она была позже приобретена Клавдией Октавией.
Нерон, ставший императором и уже женатый на Октавии, в 55 г. встретил Клавдию Акту, влюбился в неё и сделал своей любовницей. Увлечение Нерона поддержали его наставники Сенека Младший и Афраний Бурр, которые в то время ещё имели на молодого императора большое влияние. Клавдия Акта должна была стать инструментом, которым предполагалось ослабить влияние на Нерона его матери — властной Агриппины Младшей, приобретшей в Риме поистине безграничное влияние. Интрига Сенеки и Бурра вполне удалась: не обращая внимание на недовольство матери, молодой император проникся к любовнице такими чувствами, что собирался сочетаться с ней законным браком, для чего даже подкупил нескольких сенаторов в консульском звании, чтобы они своей клятвой подтвердили принадлежность Клавдии Акты к царскому роду Атталидов. И это при том, что к законной жене Нерон относился с отвращением, несмотря на её благородное происхождение. Агриппина с трудом отговорила Нерона от такого поступка.
Благодаря подаркам Нерона, Клавдия Акта жила безбедно: на неё были записаны дома и поместья в Велитре, Путеолах и на Сардинии.
Клавдию Акту не коснулись события, связанные с падением и гибелью Нерона. После смерти императора она вместе с кормилицами Эклогой и Александрией по римскому обычаю завернула его останки в белые одежды и предала сожжению на роскошном погребальном костре, а потом захоронила его прах в родовой усыпальнице рода Домициев на Садовом холме Рима.
Эпитафия Клавдии Акте была найдена в Велитрах.

## В культуре
Клавдия Акта встречается в следующих литературных произведениях:
- Александр Дюма — «Актея» (1837)
- Генрик Сенкевич — «Камо грядеши» (1896)
- Эрнст Экштейн — «Нерон» (1889)
- Лион Фейхтвангер — «Лже-Нерон» (1936)